# A casa per le vacanze
A casa per le vacanze (Home for the Holidays) è un film del 1996 diretto da Jodie Foster.

## Trama
È la vigilia del Thanksgiving Day e la vita di Claudia viene sconvolta: è appena stata licenziata e la figlia sedicenne le comunica di aver deciso di perdere la verginità. Il ritorno a casa di Claudia, nella profonda provincia statunitense, le farà scoprire un legame indissolubile e il sereno distacco di una rinascita.